# Csertán nemzetség

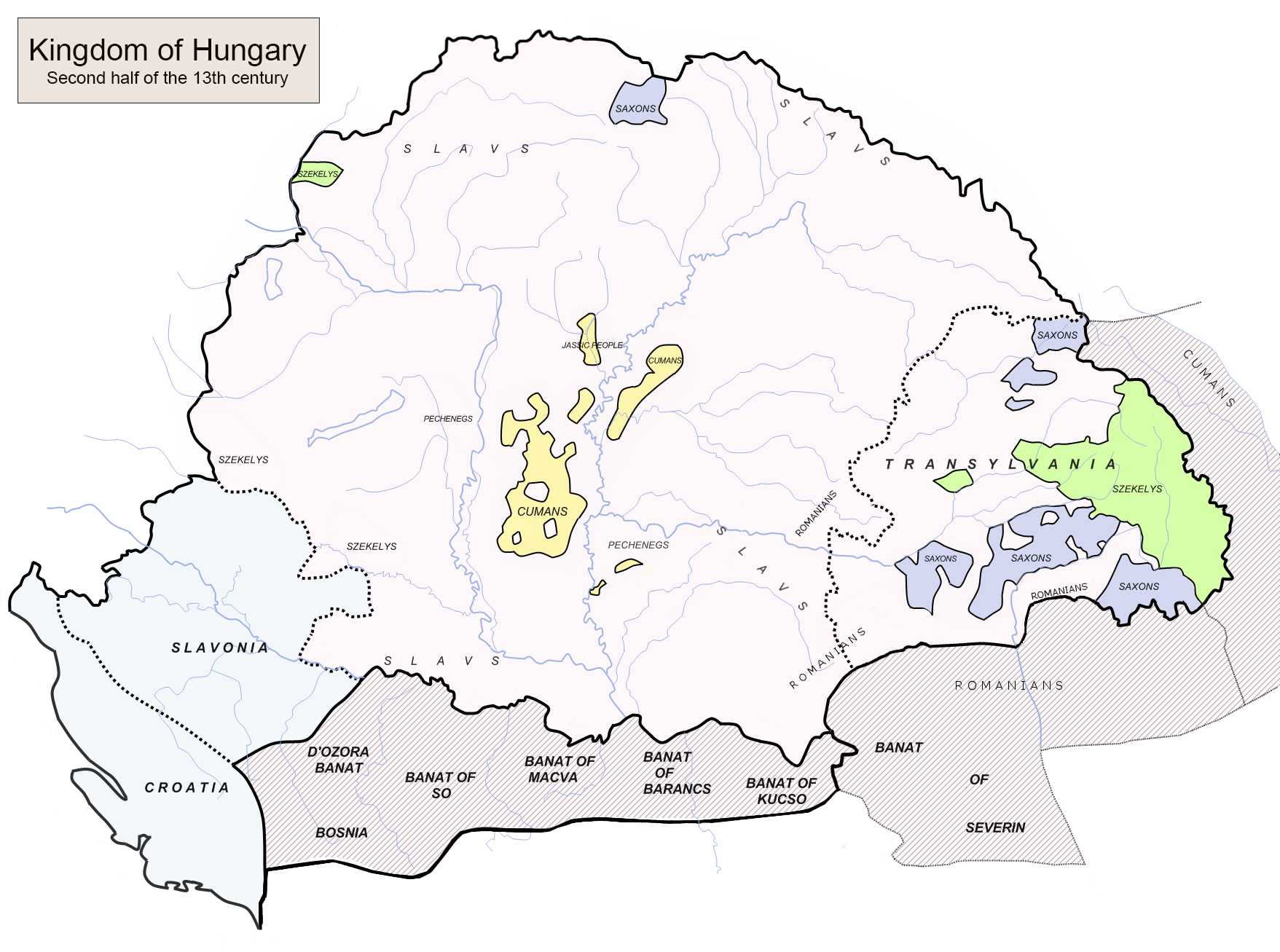
A kunok szálláshelyei a 13. században

A Csertán nemzetség a Magyarországon letelepedett kunok egyik nemzetsége volt, Halas-szék központtal.

## Története
A kunoknak és jászoknak beilleszkedése Magyarország területére hosszú folyamat eredménye volt.
IV. Béla király idején a király a tatárdúlások elől menekülő kunokat is befogadta az ország területére, azonban a nép a országba bebocsátást nyert kunokat, mivel azokat a tatárok kémeinek vélték megtámadta, s Kötöny nevű vezérük életére tört. 
Ezen a kunok felháborodva a Duna és a Tisza közét pogányul felégették és végigdúlták, majd levonultak a Szerémségbe, ahonnan hamarosan Bulgária területére távoztak.
Az iszonyatos veszteségekkel járó tatár háború egy éve után a király a Duna és a Tisza mentén elnéptelenedett területek benépesítésével megbízta Geregye Pál országbírót, a volt fejérvári ispánt, aki 1242–től 1246-ig a tiszántúli részek kormányzója is volt, aki 1243-ban visszahívta bolgár földről a kunokat, akik – bár közülük időközben sokan megkeresztelkedtek – többségükben megmaradtak pogány hitükön. Élükön ekkor már új fejedelem, Szejhan fővezér állt, aki családjával együtt szintén keresztény hitre tért, a régi megállapodás és feltételek alapján letette a hűségesküt, majd egész népével visszatért az országba és elfoglalta korábbi szálláshelyeit. A kunoknak ez az újabb honfoglalás az elpusztított és elnéptelenedett területeken már nem ütközött akadályba.
Az újonnan beköltözött kunok hét nemzetsége telepedett le Magyarországon: Kötönyé illetve annak utódaié: Szejhané, majd Alpraé, majd a Borchol, Csertán, Kor vagy Kól, Iloncsuk, Köncsög és az Ólas nemzetségeké.
Annak megállapítása azonban, hogy ezek a nemzetségek földrajzilag hol, miféle koronabirtokokat kaptak mindmáig kutatásra vár.
Szórványosan fennmaradt adatokból arra következtethetünk, hogy a kun fejedelmi nemzetség a Pilis és a Dunakanyar vidékén, míg a jászok – részben a kunokkal együtt – nagyrészben már akkor a Zagyva és a Tarna mentén hoztak létre tartós településeket.
A Csertán vagy Csortán nemzetség a dél-kiskunsági részeket, az Olás nemzetség pedig a későbbi Nagykunságot szállta meg.

## A Csertán nemzetség és szállásterülete
A Csertán nemzetség neve 1317-ben fordul elő először az oklevelekben, majd 1347-ben. Nevének jelentése Csuka. E nemzetség a későbbi Kiskunság déli részén telepedett le, későbbi településközpontja Halasszék, ma Kiskunhalas lett, mely az 1290-ben kiváltságokat kapott kunok, és a megalakuló hét kun szék egyik törvénytartó helyévé vált. 
A nemzetség ősének első ismert neve Kömcseg (Köncsög), aki 1347-ben a kunok kapitánya volt, nevét ekkor "Comes Kuncheg Capitaneus Comanorum generationis Cherthan-Kuncheg: a Csertán nemzetségbeli kunok kapitánya" formában említették az írásos források. Három fiáról és egy leányáról is maradtak fenn adatok, majd egy 1366-ban kelt oklevél (comes Künchegde Halas–Halasi Küncsög kapitánya néven említette ismét. A nemzetség kihalásának idejét pedig 1394 tájára teszik.
A Halasszékhez tartozó Csertán nemzetség egykori szálláshelyét – az Ilonchuk nemzetséggel együtt – egy 1509-ből való oklevél alapján Köncsög, Bócsa és Törtelszállások környékére tehetjük, tehát szinte a Duna-Tisza közére, Ete kun vezér atyja Ond és nemzetségének hajdani szálláshelyére.